# Hickory Ridge, Arkansas
Hickory Ridge là một thành phố thuộc quận Cross, tiểu bang Arkansas, Hoa Kỳ. Năm 2010, dân số của thành phố này là 272 người.

## Dân số
- Dân số năm 2000: 384 người.
- Dân số năm 2010: 272 người.